# Casian
Casian – wieś w Rumunii, w okręgu Konstanca, w gminie Grădina. W 2011 roku liczyła 13 mieszkańców.